# Le Passager (roman, 1995)
 (septembre 2023).
Si vous disposez d'ouvrages ou d'articles de référence ou si vous connaissez des sites web de qualité traitant du thème abordé ici, merci de compléter l'article en donnant les références utiles à sa vérifiabilité et en les liant à la section « Notes et références ».
Le Passager est un roman noir, mâtiné d'horreur, de l'écrivain québécois Patrick Senécal, publié en 1995 chez Guy St-Jean Éditeur, et réédité en 2003 (format de poche) et en août 2018 (grand format) aux Éditions Alire. Le livre sera adapté au cinéma par Olivier Sabino et produit par FilmOddity. Le tournage est prévu en 2018.
Étienne Séguin, 28 ans, vient d'être engagé comme enseignant de littérature au cégep de Drummondville, il doit faire des allers-retours sur l'autoroute 20, de Montréal jusqu'à Drummondville, sa ville natale. Lors de son trajet, il fait la connaissance d'un auto-stoppeur du nom d'Alex Salvail. La première fois qu'Étienne le fait monter à bord, Alex a plutôt l'air d'un gars sans histoire et bien ordinaire, mais dès la deuxième fois, Alex devient bizarre tout à coup, comme s'il n'est pas dans son état normal.
Pendant les jours qui suivent, Alex fait croire à Étienne qu'il est un de ses amis d'enfance ; Étienne, qui souffre d'amnésie, ne se souvient pas de ses premières années, mais il va vite découvrir le passé obscur fourni par son passager, qui pourrait lui rafraîchir la mémoire et à l'entraîner à une série de meurtres violents qui pourrait lui causer une vague de problèmes.

## Résumé
Toute l'histoire du livre est contenue à l'intérieur d'un seul chapitre au cours de l'histoire.
Dans les premières pages de ce roman, Étienne décroche un emploi à titre d'enseignant de littérature au cégep de Drummondville, sa ville d'origine, quelques semaines après avoir fini sa relation avec sa copine Manon. Étienne, qui vit à Montréal devra parcourir sur l'autoroute 20 pour aller donner ses cours à Drummondville, croisant sur son chemin un auto-stoppeur qui demeure toujours à la même sortie. Cependant, il décide de ne pas respecter les consignes de ses parents et de Louis, son ami policier, Étienne fait monter l'auto-stoppeur à l'endroit fixe. Chaque fois, il fait des propos choquants sur la cruauté des enfants, qu'Étienne utilisera dans ses cours. Alex sous-entend aussi qu'ils sont des amis d'enfance, ce qu'ignorait Étienne.
Au cours du troisième voyage, une pièce de caoutchouc du pare-brise de la voiture d'Étienne les empêche de poursuivre leur chemin. Alex lui suggère d'aller à Saint-Nazaire car il connaît un garage où la voiture pourra être réparée. Les garagistes refusent d'aider Étienne, qui retourne dans la voiture. Alex entre à son tour au garage pour ensuite repartir bredouille avec Étienne. Soupant chez ses parents, Étienne apprend par la bouche de son père qu'un double meurtre s'est déroulé dans un garage à Saint-Nazaire,  où lui et Alex s'y sont arrêtés. Suspectant qu'Alex soit le responsable du double meurtre, Étienne tente d'interroger son passager sur ce qu'il a fait aux garagistes, mais Alex, qui veut prouver à Étienne ce qui s'est vraiment passé là-bas, lui demande d'aller une nouvelle fois au garage.
À sa deuxième visite au garage, Étienne est témoin d'un meurtre commis par Alex. Ce dernier a froidement assassiné une femme qui a abordé Étienne, lequel laisse Alex se débarrasser du corps car il n'avait pas le choix.
Au cours des jours qui suivent, Étienne se remémore par flashback un incident dramatique de son enfance, impliquant Alex et un autre garçon du même âge. Se sentant coupable de complicité, Étienne ne veut plus voir Alex, mais malgré sa décision capitale, il continua à embarquer Alex, comme s'il est sous son emprise. Alex explique à Étienne qu'il s'est débarrassé du corps de la femme de la même façon qu'ils se débarrassait des couleuvres lors de leur jeunesse.
Distrait durant sa discussion avec Alex, Étienne évite de justesse une collision avec une autre voiture et fait un dérapage avant de reprendre le contrôle. Étienne décide de s'arrêter à une halte-routière qui est sur son chemin, il ordonne à Alex de partir et le menace d'appeler la police s'il le croise de nouveau. Dans les toilettes de la halte-routière, Étienne continue de discuter avec Alex, pourtant un inconnu qui s'est caché dans une des cabines a tout entendu sur sa conversation. Étienne confronte l'individu, qui est un jeune nomade et après une brève altercation, croît avoir tué ce dernier. Il demande l'aide d'Alex pour se débarrasser de sa victime. Ce dernier force Étienne à le conduire au même endroit que d'habitude : le garage de Saint-Nazaire. Les deux se rendent comptent que leur victime est en vie. Il oblige Étienne à faire lui-même la tâche d'achever sa victime par écartèlement.
Des jours plus tard, ne pouvant plus supporter les agissements d'Alex, Étienne demande l'aide de Louis (qui est policier), l’ami de celui-ci, pour traquer Alex au garage et prouver son implication dans les meurtres qu'il a commis à cet endroit. Malheureusement, l'opération s'est mal terminée. Étienne retrouve son meilleur ami gisant mort sur le sol.
Étienne part chez ses parents pour leur demander des explications sur Alex Salvail, ils mentionnent à Étienne qu'il souffre de schizophrénie pour contrer sa solitude et qu'Alex n'est qu'un personnage imaginaire. Ils racontent à leur fils entourant un incident troublant lorsqu'il était enfant : Étienne a été surpris par son père en train de jouer et parler tout seul dans un boisé à décorer un arbre de couleuvres mortes suspendues aux branches, et en rajoute qu'Étienne a causé des blessures graves à un jeune garçon de son âge avec son vélo. Il a mit la main du garçon , Éric Picard dans le dérailleur pendant qu’il tournait les pédales. Son père le fait punir en débarrassant le vélo de son fils au garage à Saint-Nazaire, le lieu des crimes d'Alex.
Étienne refuse de croire la version de ses parents, il décide de lui-même d'élucider le mystère : il retourne à Saint-Nazaire et découvre avec horreur les cadavres des victimes d'Alex suspendues à un arbre dans un boisé qui est non-loin du garage. Plus tard, Étienne écoute l'enregistrement de Louis des derniers instants avant sa mort : à la suite de la conversation avec Alex, Louis fait un appel à son superviseur de la Sûreté du Québec au téléphone, il constate que son ami parle tout seul et croit vouloir inculper Alex des meurtres commis à Saint-Nazaire. L'enregistrement prit fin lorsque Louis est surpris par nul-autre qu'Étienne qui n'est pas dans son état normal, une bagarre qui s'est ensuite engagée. Étienne pense que c'est pas Alex qui est l'auteur des meurtres, mais lui-même.
À la fin de l'histoire, Étienne fait jouer à nouveau la bande enregistrée pour écouter sa conversation avec Alex, il n'y a personne d'autre qu'Étienne qui parle, la voix d'Alex n'y est jamais entendue. Après qu'il eut capté la faible voix d'Alex sur la bande audio, Étienne croit enfin l'existence d'Alex dans sa vie, il devient très dément au volant de sa voiture, il aperçoit une silhouette humaine sur le bord de la route, croyant qu'il s'agit d'Alex, Étienne fonce à vive allure et provoque un accident après qu'il a frappé Alex, Étienne fut éjecté de sa voiture durant l'embardée et git sur le sol enneigé à moitié-conscient, il constate que c'est un employé de la voirie qui s'est fait frapper, non Alex. Celui-ci observe une dernière fois Étienne avant de partir. L’auteur nous laisse comprendre qu’Étienne meurt par la suite.

## Personnages
- Étienne Séguin

Principal personnage et narrateur de l'histoire, 28 ans, enseignant de littérature du cégep de Drummondville. Devenant célibataire et amnésique, Étienne tenta de refaire sa vie suite de sa récente rupture conjugale, jusqu'au jour où il fera connaissance avec Alex, son passager, qui lui permet à retrouver la mémoire entourant son enfance. 
- Alex Salvail

Personnage central et antagoniste du roman. Alex est excentrique et connait tout sur Étienne, son ami d'enfance. Il serait celui qui est à l'origine des malheurs qu'Étienne avait vécus durant sa jeunesse. Il manipule Étienne pour l'inciter à s'impliquer dans les meurtres à l'intérieur d'un garage à Saint-Nazaire. 
- Louis Bérard

Policier et ami d'Étienne, il est celui qui a tenté d'aider Étienne à piéger Alex dans le but d'obtenir des informations sur les meurtres perpétrés dans le garage de la municipalité de Saint-Nazaire.
- M. Séguin et Mme Séguin

Parents d'Étienne (leurs prénoms n'ont pas été divulgués dans ce roman), ils sont les seuls qui connaissaient le secret du passé de leur fils unique au moment où il était amnésique; un secret très troublant qu'ils révèlent à la fin de l'histoire.
- Marc Lafond

Propriétaire du garage à Saint-Nazaire, ferrailleur et vendeur de pièces de voitures usagées. À la suite du refus de servir Étienne, il est l'une des premières victimes des meurtres commis dans le bâtiment, ainsi que son employé.
- Éric Picard

Connaissance d'Étienne durant sa jeunesse, 6 ans, atteinte d'une déficience mentale, il a été victime d'un mauvais coup perpétré par Alex et Étienne.
- Alain et Julie

Amis en couple d'Étienne habitant à Montréal, ils voulurent inviter à souper Étienne, pour fêter son obtention de nouvel d'emploi; Professeur de littérature au cégep de Drummondville. Ils sont brièvement mentionnés à la page (016) du roman. (Personnages figurants).

## Éditions
- 1995 : Une première édition est publiée chez Guy St-Jean Éditeur[2].
- 2003 : Une réédition est publiée aux Éditions Alire, 214 pages[3].

## Anecdotes
- À la page 79 de la version de 2003 du roman (Éditions Alire), le père d'Étienne, qui lit son journal, fait une anecdote d'un article sur une enquête policière concernant Bruno Hamel, qui avait enlevé le présumé meurtrier de sa fille quelques semaines après les évènements; c'est une allusion à un autre roman de Patrick Senécal, Les Sept Jours du talion, publié en 2002.
- Il y a trois municipalités au Québec qui portent le nom de Saint-Nazaire: la première se trouve au Saguenay-Lac-Saint-Jean,  le second (qui porte le nom de: Saint-Nazaire-d'Acton) est situé dans la MRC d'Acton, en Montérégie, c'est cette dernière où se trouvait la scène du crime dans ce roman. Il y a aussi un village dans Chaudière-Appalache, dans la MRC de Bellechasse, qui porte ce nom